# María Romilda Servini de Cubría
María Romilda Servini de Cubría (San Nicolás de los Arroyos, província de Buenos Aires, 1 de desembre de 1936) és una jutgessa argentina a càrrec del Jutjat Federal núm. 1 de la Capital Federal.
Va estudiar dret a la Universitat de Buenos Aires i va ser nomenada Defensora Oficial. En aquest càrrec va defensar Isabel Perón, en aquells moments processada per la Junta Militar argentina. Posteriorment va ser nomenada jutgessa de menors. En aquesta posició es va encarregar de diversos casos d'apropiació d'infants i va ser la primera de restituir els menors dels desapareguts per la dictadura.
El 19 de novembre de 1990 va assumir el càrrec de jutge nacional en el tribunal criminal i correccional núm. 1 amb competència electoral, nomenada pel president Carlos Menem. Va tenir a càrrec seu la causa anomenada Yomagate, en què s'acusava la cunyada del president, Amira Yoma, de rentar diners de narcotràfic. Així va entrar en conflicte amb la petició que li feia el jutge Baltasar Garzón.
Va interrogar Michael Townley el 9 de novembre de 1999. Aquest li va confessar com havien assassinat el general Carlos Prats i la seva esposa i com va fugir a Xile el 1973 per eludir la justícia després de l'assassinat d'un obrer durant el govern de Salvador Allende i la seva integració posterior al DINA.
L'any 2008 interposà un recurs per tal de bloquejar informació que l'afectava, sense haver donat el seu consentiment, als buscadors Google i Yahoo! Tanmateix, se'n va desestimar el recurs.
El setembre de 2013, Servini de Cubría obrí una causa per investigar el robatori de nadons ocorregut, segons els querellants, durant el franquisme a Espanya.
El 16 d'octubre de 2021 la jutgessa va ordenar el processament de l'ex-ministre d’Interior espanyol Rodolfo Martín Villa per diversos homicidis durant el franquisme, dins la querella coneguda com querella argentina contra els crims del franquisme.

## Vida personal
Servini va conèixer Juan Tomás Cubría a la Universitat de Buenos Aires mentre cursava els estudis de Dret. El 1959 es casaren i tingueren un fill. Tomás va ser designat agregat militar a Río de Janeiro, on la parella va viure dos anys.